# 제2차 세계 대전의 일본 군용기 목록
제2차 세계 대전의 일본 군용기 목록은 제2차 세계 대전 중 일본 육군항공대 및 해군항공대가 운용한 군용기 목록이다.

## 전투기
| 제식명            | 별명                | 연합군 코드네임 | 제식채용 연도 | 비고                                                                 |
| 아이치 S1A        | 電光 "Denko"        | -               | -             | 육군 항공대용 야간 전투기                                            |
| 가와사키 N1K-J    | 紫電 "Shiden"       | George          | 1942          | N1K의 해군 항공대 육상기지 발진형                                    |
| 가와사키 P1Y2-S   | 極光 "Kyokko"       | -               | 1944          | 요코스카 P1Y을 해군 항공대용 야간 전투기로 개조                      |
| 가와사키 KDA-5    | -                   | -               | 1932          | -                                                                    |
| 가와사키 Ki-10    | -                   | Perry           | 1935          | -                                                                    |
| 가와사키 Ki-45    | 屠龍 "Toryu"        | Nick            | 1939          | 육군 항공대용 야간전투기                                             |
| 가와사키 Ki-60    | -                   | -               | 1940          | -                                                                    |
| 가와사키 Ki-61    | 飛燕 "히엔"         | Tony            | 1941          | 독일제 DB-601 수냉식 엔진을 장착한 육군 항공대용 요격기              |
| 가와사키 Ki-64    | -                   | Rob             | 1943          | 육군 항공대의 실험용 전투기                                          |
| 가와사키 Ki-96    | -                   | -               | 1943          | 육군 항공대의 실험용 중전투기                                        |
| 가와사키 Ki-100   | -                   | -               | 1945          | 육군 항공대 전투기. Ki-61에서 파생된 전투기                          |
| 가와사키 Ki-102   | -                   | R 및 y          | 1944          | 육군항공대용 야간 전투기                                             |
| 가와사키 Ki-108   | -                   | -               | 1944          | 육군 항공대 고고도 전투기                                            |
| 큐슈 J7W          | 震電 "Shinden"      | -               | 1945          | 해군 항공대 요격기                                                   |
| A5M               | -                   | Claude          | 1935          | 해군 항공대 항공모함용 전투기                                        |
| 미쓰비시 Ki-202   | 秋水改 "Shusui-kai" | -               | -             | 육군 및 해군 항공대용 로켓 요격기                                    |
| 미쓰비시 A6M 제로 | 零戦 "Reisen"       | Zeke            | 1939          | 해군 항공대 0식 함상 전투기(제로기)                                  |
| 미쓰비시 J2M      | 雷電 "Raiden"       | Jack            | 1942          | 해군 항공대 지상기지 발진 요격기                                     |
| 미쓰비시 A7M      | 烈風 "Reppu"        | Sam             | 1943          | 해군 항공대 항모발진 전투기                                          |
| 미쓰비시 Ki-109   | -                   | -               | 1944          | 육군 항공대 쌍발 요격기                                              |
| 미쓰비시 Ki-83    | -                   | -               | 1944          | 육군 항공대 쌍발 호위 전투기                                         |
| 미쓰비시 J8M      | 秋水 "Shusui"       | -               | 1945          | 메사슈미츠 Me-163에 기초한 로켓 요격기, 육군 및 해군 항공대에서 사용 |
| 나카지마 A2N      | -                   | -               | 1930          | 항공모함용 복엽 전투기                                               |
| 나카지마 Type 91  | -                   | -               | 1931          | 파라솔형 단엽 전투기                                                 |
| 나카지마 A4N      | -                   | -               | 1935          | 함상 전투기                                                          |
| 나카지마 Ki-27    | -                   | Nate            | 1936          | 육군 항공대 단엽 전투기                                              |
| 나카지마 Ki-43    | 隼 "Hayabusa"       | Oscar           | 1939          | 육군 항공대 전투기                                                   |
| 나카지마 Ki-44    | 鍾馗 "Shoki"        | Tojo            | 1940          | 육군 항공대 전투기                                                   |
| 나카지마 Ki-201   | 火龍 "Karyu"        | -               | 1945          | 해군 항공대 지상기지 발진 제트기. 프로젝트 단계에서 중지             |
| 나카지마 J1N      | 月光 "Gekko"        | Irving          | 1941          | 해군 항공대 지상기지 발진 야간 전투기                                |
| 나카지마 Ki-84    | 疾風 "Hayate"       | Frank           | 1943          | 육군 항공대 전투기                                                   |
| 나카지마 J5N      | 天雷 "Tenrai"       | -               | 1944          | 해군 항공대 지상기지 발진 요격기                                     |
| 나카지마 Ki-87    | -                   | -               | 1945          | 육군 항공대 고고도 전투기                                            |
| 리큐군 Ki-93      | -                   | -               | 1945          | 육군 항공대 쌍발 전투기                                              |
| 다치가와 Ki-94    | -                   | -               | 1945          | 육군 항공대 요격기                                                   |

## 폭격기 및 뇌격기
| 제식명            | 별명           | 연합군 코드네임 | 제식채용 연도 | 비고                              |
| 아이치 D1A        | -              | Susie           | 1934          | 해군 항공모함용 급강하 폭격기     |
| -아이치 D3A       | -              | Val             | 1938          | 해군 항공모함용 급강하 폭격기     |
| 아이치 B7A        | 流星 "Ryusei"  | Grace           | 1942          | 해군 항공모함 발진 뇌격기         |
| 가와사키 Ki-32    | -              | Mary            | 1937          | 경폭격기                          |
| 가와사키 Ki-48    | -              | Lily            | 1939          | 경폭격기                          |
| 가와사키 Ki-66    | -              | -               | 1942          | -                                 |
| 큐슈 Q1W          | 東海 "Tokai"   | Lorna           | 1943          | 해군 대잠수함전용 초계기          |
| 미쓰비시 B1M      | -              | -               | 1923          | 항공모함용 뇌격기                 |
| 미쓰비시 B2M      | -              | -               | 1932          | 항공모함용 뇌격기                 |
| 미쓰비시 Ki-1     | -              | -               | 1933          | 초기형 단엽 폭격기                |
| 미쓰비시 Ki-2     | -              | -               | 1933          | -                                 |
| 미쓰비시 G3M      | -              | Nell            | 1934          | 해군 항공대 지상발진 폭격기       |
| 미쓰비시 B5M      | -              | Mabel           | 1936          | 해군 항공대 항공모함 발진 뇌격기  |
| 미쓰비시 Ki-21    | -              | -               | 1936          | 육군 항공대 폭격기                |
| 미쓰비시 Ki-30    | -              | Ann             | 1937          | 육군 항공대 경폭격기              |
| 미쓰비시 G4M      | -              | Betty           | 1939          | 해군 항공대 지상발진 폭격기       |
| 미쓰비시 Ki-51    | -              | Sonia           | 1939          | 육군 항공대용 공격기 / 정찰기     |
| Ki-67             | 飛龍 "Hiryu"   | Peggy           | 1942          | 육군 항공대 중폭격기              |
| 나카지마 B5N      | -              | Kate            | 1937          | 해군 항공대 항공모함 발진 뇌격기  |
| 나카지마 Ki-48    | 呑龍 "Donryu"  | Helen           | 1939          | 육군 중폭격기                     |
| 나카지마 B6N      | 天山 "Tenzan"  | Jill            | 1941          | 해군 항공대 항공모함 발진 뇌격기  |
| 나카지마 G5N 신잔 | 深山 "Shinzan" | Liz             | 1941          | 해군 항공대용 장거리 중폭격기     |
| 나카지마 G8N      | 連山 "Renzan"  | Rita            | 1944          | 해군 항공대용 장거리 중폭격기     |
| 나카지마 G10N     | 富岳 "Fugaku"  | -               | -             | 미완성 초장거리 중폭격기          |
| 나카지마 Kikka    | 橘花 "Kikka"   | -               | -             | 메서슈미트 Me 262에 기초한 제트기 |
| 나카지마 Ki-115   | 剣 "Tsurugi"   | -               | 1945          | 가미가제 폭격기                   |
| 다치가와 Ki-74    | -              | Patsy           | 1944          | 폭격기, 정찰기                    |
| 요코스카 B4Y      | -              | Jean            | 1935          | 복엽 뇌격기                       |
| 요코스카 D4Y      | 彗星 "Suisei"  | Judy            | 1940          | 급강하폭격기                      |
| 요코스카 P1Y      | 銀河 "Ginga"   | Frances         | 1943          | 중폭격기                          |
| 요코스카 MXY7     | 桜花 "Ohka"    | Baka            | 1944          | 유인 비행 폭탄                    |

## 수송기
| 제식명         | 별명 | 연합군 코드네임 | 제식채용 연도 | 비고                          |
| 가와사키 Ki-56 | -    | Thalia          | 1940          | -                             |
| 고쿠사이 Ki-59 | -    | Theresa         | 1939          | 쌍발 엔진 수송기              |
| 미쓰비시 Ki-57 | -    | Topsy           | 1939          | (MC-20, L4M) 쌍발 엔진 수송기 |
| 나카지마 Ki-34 | -    | Thora           | 1936          | -                             |
| 쇼와 L2D       | -    | Tabby           | 1940          | -                             |

## 관측, 정찰 및 연락기
| 제식명             | 별명         | 연합군 코드네임 | 채용 연도 | 비고                        |
| 고쿠사이 Ki-76     | -            | Stella          | 1941      | -                           |
| 미쓰비시 Ki-15/C5M | -            | Babs            | 1936      | 육해군 정찰기               |
| 미쓰비시 Ki-46     | -            | Dinah           | 1939      | 육군 정찰기                 |
| 나카지마 Ki-4      | -            | -               | 1934      | 육군 정찰기                 |
| 나카지마 C6N       | 彩雲 "Saiun" | Myrt            | 1943      | 해군 정찰기                 |
| 다치가와 Ki-36     | -            | Ida             | 1938      | close air support aircraft. |
| 다치가와 Ki-70     | -            | Clara           | 1943      | 정찰기                      |
| 요코스카 R2Y       | 景雲 "Keiun" | -               | 1945      | 정찰기                      |

## 훈련기
| 제식명         | 별명             | 연합군 코드네임 | 제식채용 연도 | 비고                           |
| 아이치 M6A1-K  | 南山 "Nanzan"    | -               | 1945          | M6A의 지상발진 훈련기 버전     |
| 큐슈 K11W      | 白菊 "Shiragiku" | -               | 1942          | 폭격 훈련기                    |
| 미쓰비시 K3M   | -                | Pine            | 1930          | 해군 승무원 훈련기.            |
| 다치가와 Ki-17 | -                | Cedar           | 1935          | 복엽 기초 훈련기               |
| 다치가와 Ki-9  | -                | Spruce          | 1935          | 육군 항공대 중급 훈련기        |
| 다치가와 Ki-55 | -                | -               | 1939          | 육군 항공대 고급 훈련기        |
| 다치가와 Ki-54 | -                | Hickory         | 1940          | 훈련기 및 수송기               |
| 요코스카 K5Y   | -                | Willow          | 1933          | 복엽 훈련기                    |
| 요코스카 MXY8  | 秋草 "Akigusa"   | -               | 1945          | 미쓰비시 J8 무동력 훈련기 버전 |
| 요코스카 MXY9  | 秋火 "Shuka"     | -               | 1945          | MXY8의 제트엔진 버전           |

## 비행정 및 수상비행기
| 제식명          | 별명          | 연합군 코드네임 | 제식채용 연도 | 비고                                            |
| 아이치 E11A     | -             | Laura           | 1937          | 정찰용 비행정                                   |
| 아이치 E13A     | -             | Jake            | 1940          | -                                               |
| 아이치 H9A      | -             | -               | 1940          | -                                               |
| 아이치 E16A     | 瑞雲 "Zuiun"  | Paul            | 1942          | 정찰용 수상기                                   |
| 아이치 M6A      | 晴嵐 "Seiran" | -               | 1943          | 잠수함 탑재 수상기                              |
| 가와사키 E7K    | -             | Alf             | 1933          | 정찰용 수상기                                   |
| 가와사키 H6K    | -             | Mavis           | 1936          | 정찰 비행정;이전에는 해군용 97식 비행정         |
| 가와사키 E15K   | 紫雲 "Shiun"  | Norm            | 1941          | 정찰 수상기                                     |
| 가와사키 H8K    | -             | Emily           | 1941          | 비행정                                          |
| 가와사키 H8K2-L | 晴空 "Seiku"  | Emily           | -             | 비행정                                          |
| 가와사키 N1K    | 強風 "Kyofu"  | Rex             | 1942          | 부주형 전투기                                   |
| 미쓰비시 F1M    | -             | Pete            | 1936          | 관측 수상기                                     |
| 나카지마 E2N    | -             | -               | 1929          | 정찰 수상기                                     |
| 나카지마 E4N    | -             | -               | 1930          | 정찰 수상기                                     |
| 나카지마 E8N    | -             | Dave            | 1934          | 정찰 수상기                                     |
| 나카지마 A6M2-N | -             | Rufe            | 1942          | 미쓰비시 0식 함상전투기 제로 부주형 수상기 버전 |
| 요코스카 H5Y    | -             | Cherry          | 1936          | 비행정                                          |
| 요코스카 E14Y   | -             | Glenn           | 1939          | 잠수함 탑재 부주형 수상기                       |

## 오토자이로
| 제식명      | 별명 | 연합군 코드네임 | 제식채용 연도 | 비고              |
| 가야바 Ka-1 | -    | -               | 1941          | 오토자이로 정찰기 |
| 가야바 Ka-2 | -    | -               | 1941          | 오토자이로 정찰기 |
| 가야바 Ku-2 | -    | -               | 1941          | 오토자이로 정찰기 |
| 가야바 Ku-3 | -    | -               | 1941          | 오토자이로 정찰기 |
| 가야바 Ku-4 | -    | -               | 1941          | 오토자이로 정찰기 |
| 기무라 HK-1 | -    | -               | 1941          | 오토자이로 정찰기 |

## 실험기
| 제식명         | 별명 | 연합군 코드네임 | 제식채용 연도 | 비고 |
| 가와사키 Ki-78 | -    | -               | 1942          | -    |
| 다치가와 Ki-77 | -    | -               | 1942          | -    |